# Titova špilja
Titova špilja (stariji naziv Duhova špilja) je špilja na otoku Visu, gdje je 1944. godine bio vrhovni štab partizanske vojske i sjedište Titove vlasti. Nalazi se neposredno ispod Huma (Svetog Duha), najvišeg viškog vrha.

## Povijest
Operacijom Konjićev skok Nijemci su u svibnju 1944. planirali zračnim desantom na Drvar uništiti ili zarobiti Tita i najviše rukovodstvo nove Jugoslavije. Zračni desant izveden 25. svibnja 1944. nije Nijemcima donio očekivane rezultate. Nakon toga, uz pomoć saveznika, centralna rukovodstava NOP-a prelaze na Vis, i to preko Italije. Tito je sa suradnicima doletio u Bari, i to zrakoplovom kojim je upravljao sovjetski pilot, a zadatak da se maršal prebaci na Vis povjeren je Britanskoj mornarici. Na raspolaganje mu je stavljen razarač Blackmore te razarač Eggisford za prijevoz ostalog dijela grupe.
Maclean o tome piše: "Oko šest uvečer Tito je u pratnji psa Tigra ukrcan s počastima i ponuđen džinom. Kako je prvobitna maršalska uniforma pala u ruke Nijemaca za vrijeme napada na Drvar i odnesena u neki muzej u Njemačkoj, pronađena je zamjena i on je opet izgledao kao i ranije i, pretpostavljam, tako se osjećao..." Radi iskazivanja vojnih počasti, zapovjedništvo oba razarača je tijekom plovidbe upriličilo i izvelo prigodnu vježbu vojnopomorskog karaktera. Za vrijeme svečane večere, koju je po Macleanu pratila izuzetno duga lista vina, a i ranije, Tito je razgovarao na dobrom engleskom jeziku, što je iznenadilo sve, čak i brigadira koji je s Titom proveo dosta vremena. Na temelju toga kasnije su suradnici američke službe O.S.S. (Office Strategic Services, Ured za strategijske službe) izvodili pretpostavke o ranijem Titovom boravku na područjima engleskog govornog jezika. Nakon večere Tito i Maclean popeli su se na palubu. "... Nebo je već postalo svjetlije i naspram njega vidjeli smo iskrzane obrise dalmatinskih planina. Tito je sjedio u fotelji i zamišljeno pušio cigaru. Uskoro smo primijetili i tamne obrise Visa, koji su se dizali iz mora."
U ranu zoru 7. lipnja pristali su u komišku luku. Tito se s najbližom pratnjom smjestio u zaseoku Borovik, gdje su postojale dvije prirodne pećine, udubljenja u gromadnim kamenim masivima. Viša je uređena za Tita. Njeno prirodno proširenje u obliku predvorja služilo je kao blagovaonica i soba za sastanke. U malom udubljenju u stijeni ovog proširenja uređen je prostor za Titovog psa Tigra. Od proširenja su se unutar spilje odvajala dva udubljenja, dijelom dotjerana klesanjem. U jednom je bio smješten radni stol i stolica na kojoj se nalazio trofejni njemački induktorski telefon, a u drugome krevet. Okolica špilje je također uređena, kako zbog sigurnosnih razloga, tako i zbog poboljšanja uvjeta za boravak. Maršal je do kraja kolovoza stalno živio i radio u špilji, jer je "i pored iskustva u Drvaru i dalje bio sklon pećinama" (Maclean). Kasnije je boravio u vili Tramontana, uz more blizu uvale Stonca, u sjeverozapadnom predjelu Viške luke.
Za to vrijeme Vis će biti sjedište najviših civilnih, vojnih i političkih organa nove Jugoslavije.
Ovdje će, na teritoriji pod Titovom kontrolom, dr. Ivan Šubašić potpisati u lipnju sporazum kojim kraljevska vlada u izbjeglištvu priznaje "nacionalne i demokratske tekovine izvojevane od naroda Jugoslavije u toku njihove trogodišnje borbe, kojima su postavljeni temelji demokratskom federativnom uređenju". Odavde će Tito u kasno ljeto 1944. poći na razgovore s Churchillom i Staljinom kako bi učvrstio međunarodni položaj, a na viškoj obali 12. rujna 1944. prvi put će otvoreno govoriti o priključenju onih slovenskih i hrvatskih krajeva koji su po Rapallskom ugovoru pripali Italiji i poručiti - Tuđe nećemo, svoje ne damo! Tih su dana jedinice NOVJ stacionirane na Visu jedna za drugom kretale u borbu za konačno oslobođenje otoka i obale, da bi početkom svibnja 1945. u sastavu 4. armije ušle u Trst, Rijeku i Pulu. Pitanje razgraničenja s Italijom, tada Jugoslavije, a danas njenih slijednica Slovenije i Hrvatske, bit će u osnovi riješeno ugovorom o miru iz 1947. godine, u kojem se kaže i da "Italija ustupa Jugoslaviji s pravom punog suvereniteta otoke Palagružu i ostale otoke", a konačno Osimskim sporazumima iz 1975. godine.

## Vanjske poveznice
|  | Zajednički poslužitelj ima još gradiva o temi Titova špilja |